# Hans Pieren
Pour les articles homonymes, voir Nadja Pieren.
Hans Pieren, né le 23 janvier 1962 à Adelboden, est un ancien skieur alpin suisse. À la fin des années 1980 et au début des années 1990, il était l'un des meilleurs au monde en slalom géant. Il est aujourd’hui entrepreneur, entraîneur et directeur de course de la Coupe du monde à la Fédération internationale de ski .

## Biographie
Après son retrait de la compétition sportive, il devient chef-entraîneur de l'équipe féminine suisse de ski de 1999 à 2001. En parallèle, il crée son entreprise de vente au détail de vêtements et d'accessoires de sports d'hiver haut de gamme.

## Coupe du Monde
- Meilleur classement final:  18e en 1992[3].
- Meilleur résultat: 2e.

## Sources
1. ↑  W3 Internet Services Limited, « Cas 03.:  Hans Pieren » (consulté le 1er novembre 2007)
2. ↑  « Site de l'entreprise » (consulté le 1er novembre 2007)
3. ↑  Matteo Pacor, « Palmares » (consulté le 1er novembre 2007)